# Cherokee HTTP Server
Cherokee — свободный кроссплатформенный веб-сервер, написан на Си. Поддерживает все современные технологии, включая FastCGI, SCGI, PHP, CGI, SSI, HTTPS (TLS и SSL), виртуальные хосты, балансировку нагрузки и другие. Расширяем, благодаря поддержке плагинов. Основной упор при разработке делается на высокую производительность и скорость работы. Наличие веб-интерфейса позволяет упростить настройку. В ряде тестов показывает более высокую скорость работы, в сравнении с такими серверами, как Lighttpd и Nginx.

## Конфигурирование Cherokee
Основное средство конфигурирования Cherokee — программа cherokee-admin, открывающая на время запуска административный веб-интерфейс (по умолчанию по адресу 127.0.0.1:9090). Для входа в него используются имя пользователя и временный пароль, которые выводит cherokee-admin.
Благодаря этому интерфейсу конфигурирования Cherokee отлично подходит для быстрого развёртывания веб-сервера, например для тестирования веб-приложений (Cherokee идёт с заготовками для Django, Ruby on Rails).
Конфигурирование из командной строки также поддерживается, для этого используется программа cherokee-tweak. Либо можно вручную редактировать конфигурационный файл.